# Intruso en el polvo
Intruso en el polvo (título original: Intruder in the Dust) es una novela del escritor estadounidense William Faulkner. fue publicada en 1948. 
La novela describe el fuerte racismo del sur estadounidense y , como la mayoría de las obras de Faulkner, transcurre en el ficticio condado de Yoknapatawpha. Su protagonista es Lucas Beauchamp, personaje que ya había aparecido en una obra anterior de Faulkner, Desciende, Moisés. 
La novela dio origen a una película del mismo nombre, estrenada en 1949.

## Argumento
Lucas Beauchamp, un hombre que se niega a ser sumiso frente a los blancos, es injustamente acusado de un crimen que no cometió. Mientras el sheriff lo lleva arrestado, un muchacho blanco de dieciséis años, Charles Mallison, reconoce a Lucas como el hombre que lo salvó cuando cayó al río siendo niño.
Cuando ocurrió el hecho, Charles quiso darle dinero pero Lucas lo rechazó. Cuando le envió un regalo para él y toda su familia, Lucas respondió enviándole otro regalo. Con el tiempo, Lucas, al verlo por la calle, lo ignoró y Charles, con su orgullo herido, se sintió liberado de tener que estar agradecido con él. Sin embargo, al ver que era detenido, recurre a su tío, el distinguido abogado Gavin Stevens, que no quiere defenderlo ya que lo considera culpable pero que termina por aceptar diciendo que Lucas se debe declarar culpable para evitar la pena de muerte.
Charles logra hablar con Lucas y cree en lo que le cuenta. Con la ayuda de la anciana Habersham y de su amigo negro, Aleck, irá al cementerio a desenterrar el cadáver de Vinson Gowrie. Al hacerlo, no encuentran el cuerpo de Vinson sino el de un comerciante llamado Jake Montgomery, que también desaparece cuando llega el sheriff.
El sheriff investiga y descubre el cadáver de Vinson en una zanja del bosque. Al revisarlo, se da cuenta de que las heridas no se corresponden con el arma de Lucas.
Charles comprende que la familia Gowrie no intentó linchar a Lucas porque sabía que no era culpable. El asesino era su propio hermano, Crawford Gowrie. 
Vinson y Crawford vendían madera. Cuando Vinson descubre que Crawford le está robando, este lo mata de un disparo.  Sabiendo que Lucas Beauchamp andaba cerca y pasaría por ahí, se oculta para que lo crean culpable. De esa forma, intenta sacarse de encima al único que lo había visto robando madera. 
Cuando Crawford está desenterrando el cuerpo de su hermano para  que no pueda ser revisado, Montgomery lo ve. Crawford lo mata y lo entierra en lugar de su hermano. Al ver que Charles encontró el cuerpo de Montgomery, se lo lleva y lo esconde. Sus crímenes son descubiertos y Lucas queda libre.
Como hombre de bien, a pesar de que el abogado Gavin lo ha defendido muy mal, Kucas Beaucham le paga los honorarios. Le da el total del dinero en monedas de centavos.